# Чым-Коргон
Чым-Коргон (кирг. Чым-Коргон) — село в Кеминском районе Чуйской области Кыргызстана. Административный центр Чым-Коргонского аильного округа. Код СОАТЕ — 41708 213 839 01 0.

## Население
| год     | 2009 | 2014 | 2015  |
| ------- | ---- | ---- | ----- |
| человек | 3177 | 4297 | 4 368 |